# Batalion Holenderski
Batalion Holenderski (ang. Netherlands Batallion) – oddział wojskowy armii holenderskiej służący rotacyjnie podczas wojny koreańskiej w latach 1950–1953.

## Historia
Wojna koreańska wybuchła 25 czerwca 1950. W letniej kampanii armia Korei Północnej zyskała przewagę nad siłami Korei Południowej. Stany Zjednoczone Ameryki przeforsowały na forum ONZ wysłanie do Korei Południowej oddziałów wojskowych nazwanych „oddziałami ONZ” (aczkolwiek ONZ nie sprawował nad nimi dowództwa). W Holandii w połowie października tego roku został sformowany „Holenderski Oddział Narodów Zjednoczonych” (Nederlands Detachement Verenigde Naties), liczący 16200 żołnierzy. Wydzielono z niego Batalion Holenderski, ze składu Regimentu Van Heutsz, pod dowództwem ppłk. Marinusa P. A. den Oudena, który przybył do Pusanu 23 listopada. Batalion dzielił się na kompanię sztabową, dwie kompanie strzeleckie i kompanię pomocniczą (w maju 1951 doszła trzecia kompania strzelecka).
W jego skład wchodzili głównie wojskowi holenderscy, którzy służyli wcześniej w Holenderskich Indiach Wschodnich. Batalion został przydzielony do amerykańskiego 38 Pułku Piechoty 2 Dywizji Piechoty. Pierwszy miesiąc prowadził działania antypartyzanckie, po czym trafił na linię frontu w rejonie Wonju. Holendrzy prowadzili następnie walki obronne w rejonie Hoengsong, odpierając natarcie wojsk północnokoreańskich, do czasu odwrotu amerykańskiej dywizji. W dniach 12–13 lutego 1951 Chińscy Ochotnicy Ludowi przeprowadzili zmasowany atak na pozycje Holendrów, w wyniku którego przerwali ich pozycje obronne. W walkach zginął m.in. ppłk M.P.A. den Ouden i 4 oficerów sztabu batalionu. W wyniku kontrataku na bagnety Chińczycy zostali odrzuceni. 14 lutego doszło do kolejnego chińskiego natarcia na wzgórze 325. Ponownie chińskie oddziały zostały odparte uderzeniem na bagnety. Batalion poniósł jednak ciężkie straty. Nowym dowódcą został ppłk Eekhout, który zginął w maju podczas nieudanego ataku na wzgórze 1051. W lipcu drugi batalion zastąpił pierwszy. W kwietniu 1952 Holendrów odkomenderowano tymczasowo do ochrony obozu jenieckiego w Geoje. Po powrocie na front prowadzili działania patrolowo-rozpoznawcze w rejonie Samichon. Następnie do lipca uczestniczyli w walkach w rejonie Hongcheon, które doprowadziły do odparcia wiosennej ofensywy wojsk północnokoreańsko-chińskich. W lipcu 1953 bronili wzgórza 340 w okolicy Kimhwa przed silnymi atakami wojsk chińskich. W październiku 1954 roku batalion opuścił Koreę. Łączne straty podczas wojny koreańskiej wyniosły 123 zabitych, 645 rannych i 3 zaginionych.